# 皮瓦恩-洪-基亞-比 (亞利桑那州)
皮瓦恩-洪-基亞-比（英語：Pivahn-hon-kya-pi）是位於美國亞利桑那州納瓦霍縣的一個非建制地區。該地的面積和人口皆未知。

## 地理
皮瓦恩-洪-基亞-比的座標為35°53′22″N 110°41′58″W / 35.88944°N 110.69944°W，而該地的平均海拔高度為1858米（即6096英尺）。